# زجیسواف مروژفسکی
زجیسواف مروژفسکی (لهستانی: Zdzisław Mrożewski؛ ‏ تلفظ لهستانی: [ˈzd͡ʑiswaf]؛ ‏ ۲۱ مهٔ ۱۹۰۹ – ۵ ژوئیهٔ ۲۰۰۲) بازیگر اهل لهستان بود.
از فیلم‌ها یا برنامه‌های تلویزیونی که وی در آن نقش داشته‌است، می‌توان به آبروی فرزند، دارکوب، گفتار پایانی نورنبرگ، لهستان بازسازی‌شده، مرگ یک رئیس‌جمهور، قماری بالاتر از زندگی، روزها و شب‌ها، داستان گناه و مفیستو اشاره کرد.
وی همچنین برندهٔ جوایزی همچون نشان افتخار تولد لهستان و نشان دهمین سالگرد خلق لهستان شده‌است و در سال ۱۹۷۷ «خرس نقره‌ای بهترین بازیگری» را در جشنواره بین‌المللی فیلم برلین دریافت نمود.